# 名誉と栄光のためでなく
『名誉と栄光のためでなく』（めいよとえいこうのためでなく、フランス語: Les Centurions、原題『百人隊長』）とは、フランスの作家ジャン・ラルテギーの戦争小説である。1963年に発表されたアルジェリア戦争三部作の第一作目。ラルテギーの代表作としてのみならず、1960年代のフランス戦争文学の傑作として知られる。本作品はフィクションであるが、インドシナ戦争やアルジェリア戦争に関わった人物達からインタビューで得た実際のエピソードがふんだんに盛り込まれている。日本語訳は岩瀬孝による。

## 登場人物
- ラステギー中佐 - （モデルとなっている実在の人物はマルセル・ビジャール）
- グラティニー大尉
- エスクラヴィエ大尉
- ボワフラ大尉 - （モデルとなっている実在の人物はポール・オサレス）
- メルル中尉
- ピニエール中尉
- オルシニ中尉
- レキュール中尉
- マムーディ中尉
- ディア軍医大尉
- 声の男
- パスフェロ記者
- ヴィレール記者
- ベン・ムハディ - （モデルとなっている実在の人物はラルビ・ベン・ムヒディ）
- アハメッド
- シ・ラーシェン
- アイシャ